# Mihri Hatun
Mihri Hatun, född 1460 i Amasya, död 1506 i Amasya, var en osmansk poet. En krater på Venus har fått sitt namn efter henne.